# Лебутилье, Диана
Диана Лебутилье (англ. Diane Lebouthillier; род. 5 февраля 1959, Ньюпорт, Квебек) — канадский политический и государственный деятель. Член Либеральной партии Канады. Министр национальных доходов Канады в кабинете Джастина Трюдо с 2015 года. Член Палаты общин Канады от избирательного округа Гаспези — Ле-Иль-де-ла-Мадлен с 2015 года.

## Биография
Родилась 5 февраля 1959 года в небольшом квебекском городе Ньюпорт (ныне — часть города Шандле). В возрасте четырёх лет семья Дианы переехала в город Гаспе, родной город её родителей. Получила степень бакалавра социальной работы в Университете Монктона.
До начала политической карьеры в течение 23 лет была социальным работником и менеджером по работе с клиентами в Центре здравоохранения и социального обеспечения им. Роше Персе в Шандле, где работала вместе с будущим депутатом Национального собрания Квебека Жоржем Мамлоне.
В 2010 году была избрана префектом муниципалитета Ле Роше-Персе.
На федеральных выборов 2015 года выдвинула свою кандидатуру от Либеральной партии Канады в округе Гаспези — Ле-Иль-де-ла-Мадлен. По итогам выборов одержала победу, набрав 38,73 % голосов и опередив действующего депутата — представителя Новой демократической партии Филиппа Туна.
4 ноября 2015 года премьер-министр Джастин Трюдо назначил Диану Лебутилье министром национальных доходов в своём правительстве. После парламентских выборов 2019 года, на которых Лебутилье вновь победила в своём округе, её переназначили министром.

## Семья
Диана Лебутилье — мать троих сыновей, также она имеет двух внуков.